# シャルル＝アメデー＝フィリップ・ヴァン・ロー
シャルル＝アメデー＝フィリップ・ヴァン・ロー（Charles-Amédée-Philippe van Loo、1719年8月25日 - 1795年11月15日）は18世紀のフランスの画家である。

## 略歴
北イタリアのリーヴォリで生まれた。18世紀に多くの画家を輩出したヴァン・ロー家の出身で、父親のジャン＝バティスト・ヴァン・ローは肖像画家として有名であった。トリノやローマに父親と滞在し、父親から絵画を学んだ。
1738年にローマ賞を受賞し、南フランスのエクス＝アン＝プロヴァンスに滞在した後、1745年にパリに移った。1747年に王立絵画彫刻アカデミーに入会した。同じ年に宮廷画家、ミシェル・ルブランの娘と結婚した。
1748年から、ベルリンのフリードリヒ2世の宮廷の宮廷画家となり、七年戦争(1754-17630)中の1758年にフランスへの帰国が許された。戦争が終わった後1863年に再びベルリンに移り、1769年にフランスに戻った。その後もプロイセンの宮廷からは年金を与えられた。プロイセンでは主に肖像画家として働いた。
1770年に王立絵画彫刻アカデミーの教授となった。教えた学生にはポーランド出身のアレクサンドル・クシャルスキらがいる。

## 作品

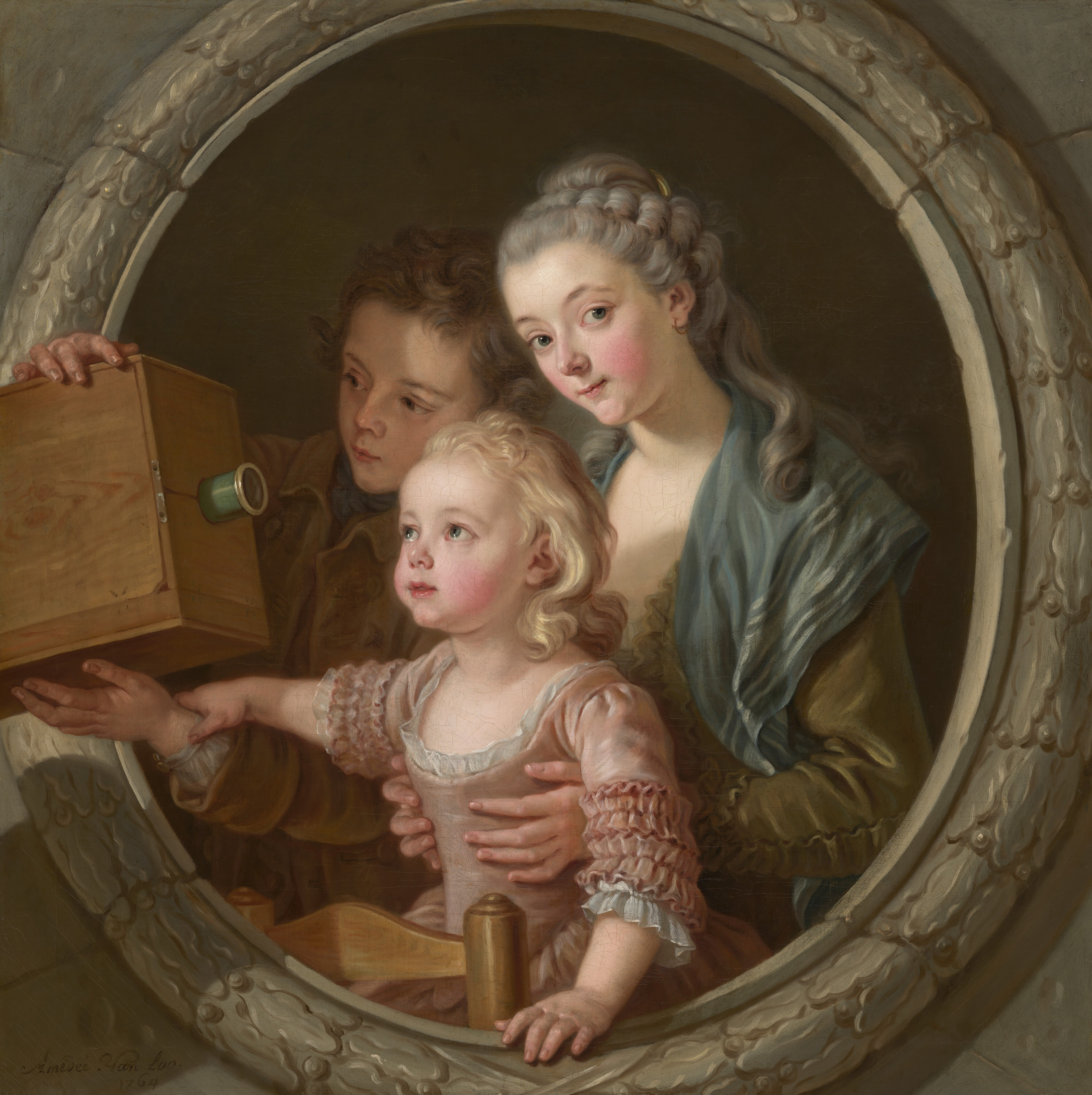
カメラ・オブスクラ (1764)
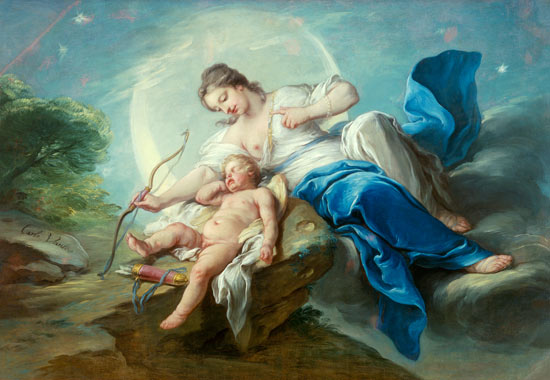
ディアナに武器を取られたアモール
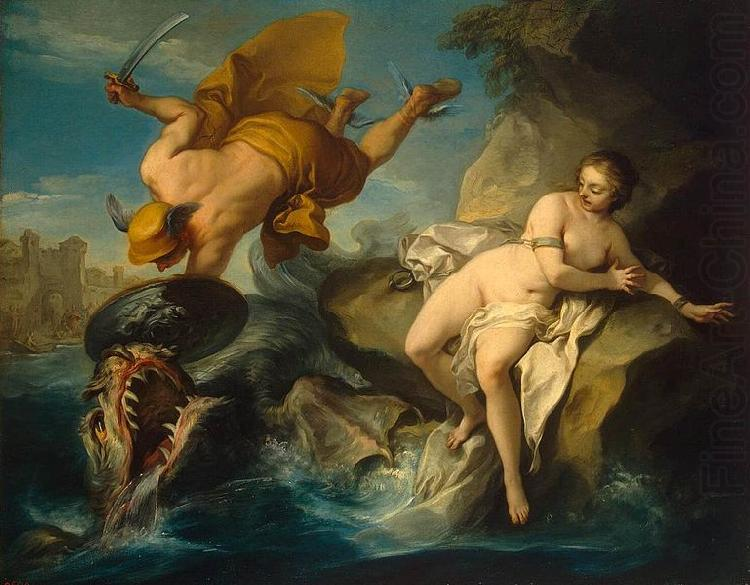
ペルセウスとアンドロメダー

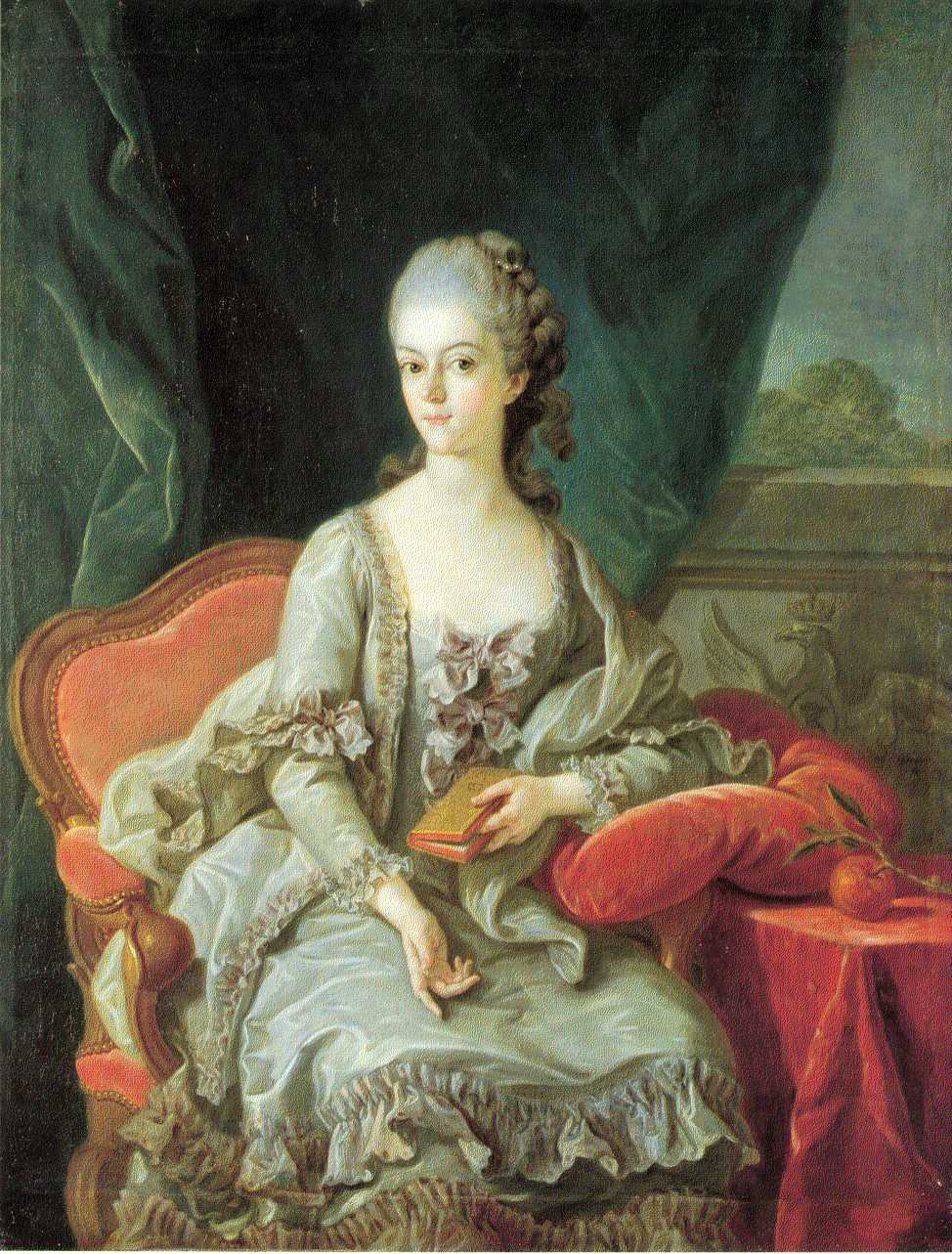
ヴィルヘルミーネ・フォン・ヘッセン＝カッセル
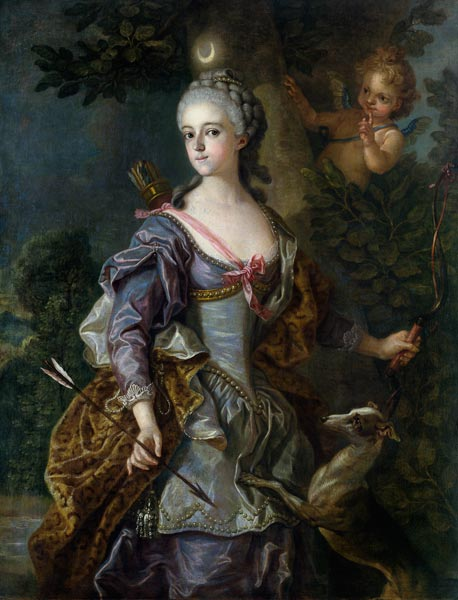
ルイーゼ・フォン・ブランデンブルク＝シュヴェート
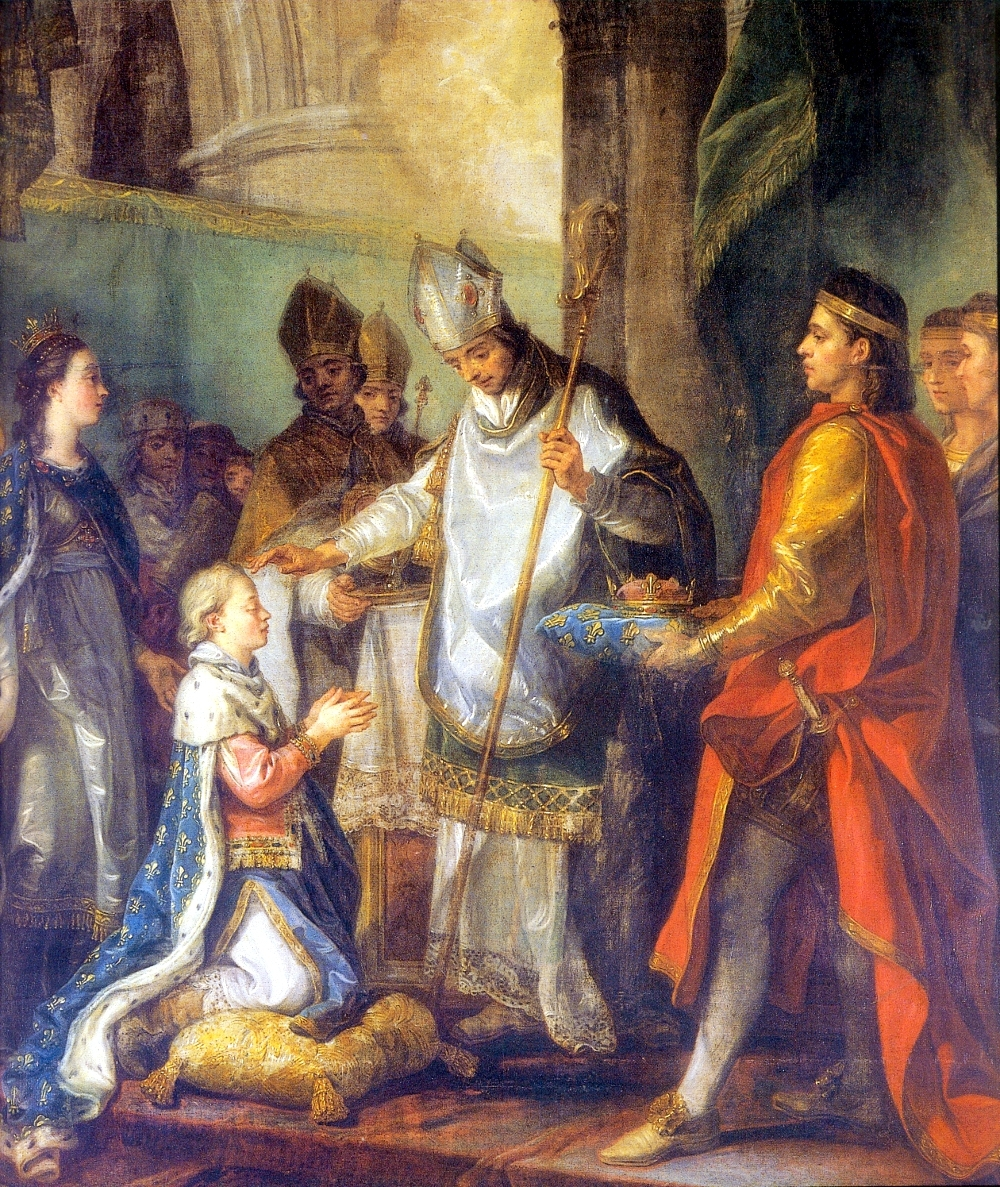
ルイ9世
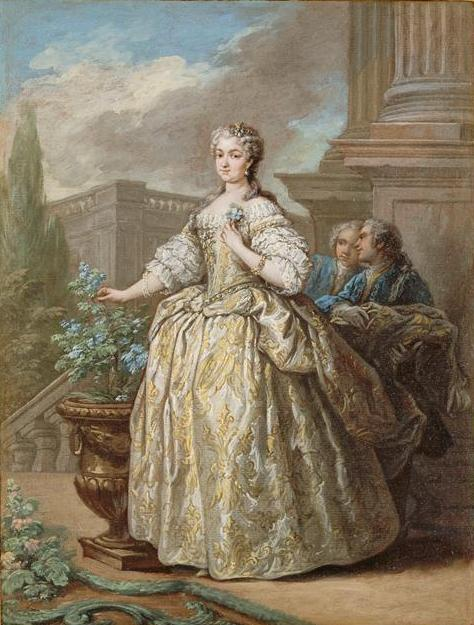
マリー・レクザンスカ